# Pobladura del Bernesga
Pobladura del Bernesga es una localidad española perteneciente al municipio de Sariegos, en la provincia de León, comunidad autónoma de Castilla y León.
Situado a la margen izquierda del río Bernesga, es atravesado por su afluente el arroyo de la Cagada.
Los terrenos de Pobladura de Bernesga limitan con los de Campo y Santibáñez al norte, Lorenzana al noreste, Carbajal de la Legua al este, Sariegos al sureste, Ferral del Bernesga al sur, Villanueva de Carrizo, Cimanes del Tejar y Azadón al suroeste, Secarejo y Villarroquel al oeste y Espinosa de la Ribera y Rioseco de Tapia al noroeste.
Perteneció a la antigua Hermandad de Bernesga de Arriba.